# Resolució 866 del Consell de Seguretat de les Nacions Unides
La Resolució 866 del Consell de Seguretat de les Nacions Unides fou adoptada per unanimitat el 22 de setembre de 1993. Després de reafirmar les resolucions 813 (1993) i 856 (1993), el Consell va prendre nota de que la participació de les Nacions Unides contribuiria significativament a l'aplicació efectiva de acord de Pau a Libèria i va arribar a establir la Missió d'Observació de les Nacions Unides a Libèria (UNOMIL).
El Consell va prendre nota de l'Acord de pau signat el 25 de juliol de 1993 i del Grup de Seguiment de la Comunitat Econòmica dels Estats de l'Àfrica Occidental (ECOMOG) per ajudar a aplicar-lo. La Comunitat Econòmica dels Estats de l'Àfrica Occidental (ECOWAS) seria responsable de l'aplicació de les condicions militars de l'acord mentre les Nacions Unides supervisarien, molt en el fons. Seria la primera vegada que una missió de manteniment de la pau cooperaria al costat d'una missió de pau existent d'una altra organització. Es va destacar la importància d'una estreta cooperació entre la UNOMIL, l'ECOMOG i l'Organització de la Unitat Africana (OUA). Al mateix temps, el Consell va acollir amb beneplàcit l'establiment del Comitè Conjunt de Seguiment de l'Alto el Foc (JCMC) format per tres partits liberians, ECOMOG i les Nacions Unides, i que l'Acord de Pau exigia que les eleccions tinguessin lloc en un termini de set mesos.
UNOMIL es va establir aleshores sota la direcció del Secretari General a través del seu representant especial per un període de set mesos, amb subjecció a la disposició que continuarà més enllà del 16 de desembre de 1993 només després d'una revisió del Consell sobre si s'han realitzat progressos en l'aplicació de l'acord. La missió inclouria observadors militars i personal mèdic, d'enginyeria, comunicacions, transport, electoral i de suport, d'acord amb l'informe del secretari general, i tindria el següent mandat:
(a) investigar les violacions de l'alto el foc;
(b) assegurar el compliment de l'acord de pau;
(c) supervisar el procés electoral;
(d) ajudar en la coordinació d'assistència humanitària;
(e) desenvolupar un pla i avaluar els requisits financers per a la desmobilització dels combatents;
(f) informar sobre violacions del dret internacional humanitari;
(g) entrenar al personal d'ECOMOG en el procés de desminatge;
(h) cooperar amb ECOMOG en les seves funcions.
Es va rebre amb beneplàcit la intenció de Boutros-Ghali de definir els rols i responsabilitats de la UNOMIL i l'ECOWAS en l'aplicació de l'Acord de pau. El secretari general havia establert un fons a través del qual els Estats membres podrien contribuir a la missió.
La intenció de Boutros-Ghali de definir els rols i responsabilitats de la UNOMIL i l'ECOWAS en l'aplicació de l'Acord de pau va ser acollida amb beneplàcit, i va demanar als estats africans que proporcionessin tropes quan es requerís a ECOMOG. El secretari general havia establert un fons a través del qual els Estats membres podrien contribuir a la missió.
La resolució va demanar a les parts a Libèria desarmar-se i desmobilitzar-se. La decisió de formar un govern provisional va ser acollida pel Consell i va ser instada a signar un Acord d'Estatut de Forces dins dels seixanta dies posteriors a la instal·lació de la UNOMIL. Es va informar que es feien preparatius per a la Comissió Electoral perquè es pogués iniciar l'organització de les eleccions abans de març de 1994, que se celebrarà tal com es preveu en l'acord de pau. Finalment, foren convocar per treballar plegats en la distribució segura de subministraments de socors i protegir la UNOMIL i el personal humanitari, demanant al Secretari General que informés el 16 de desembre de 1993 i el 16 de febrer de 1994 sobre l'aplicació de la resolució actual.